# 1883 w polityce
Wydarzenia polityczne w 1883 roku.

## Wydarzenia
- 25 sierpnia – wietnamski cesarz Hiệp Hòa podpisał traktaty oddające Francji Kochinchinę oraz ustanawiające francuski protektorat nad Annamem i Tonkinem[1].

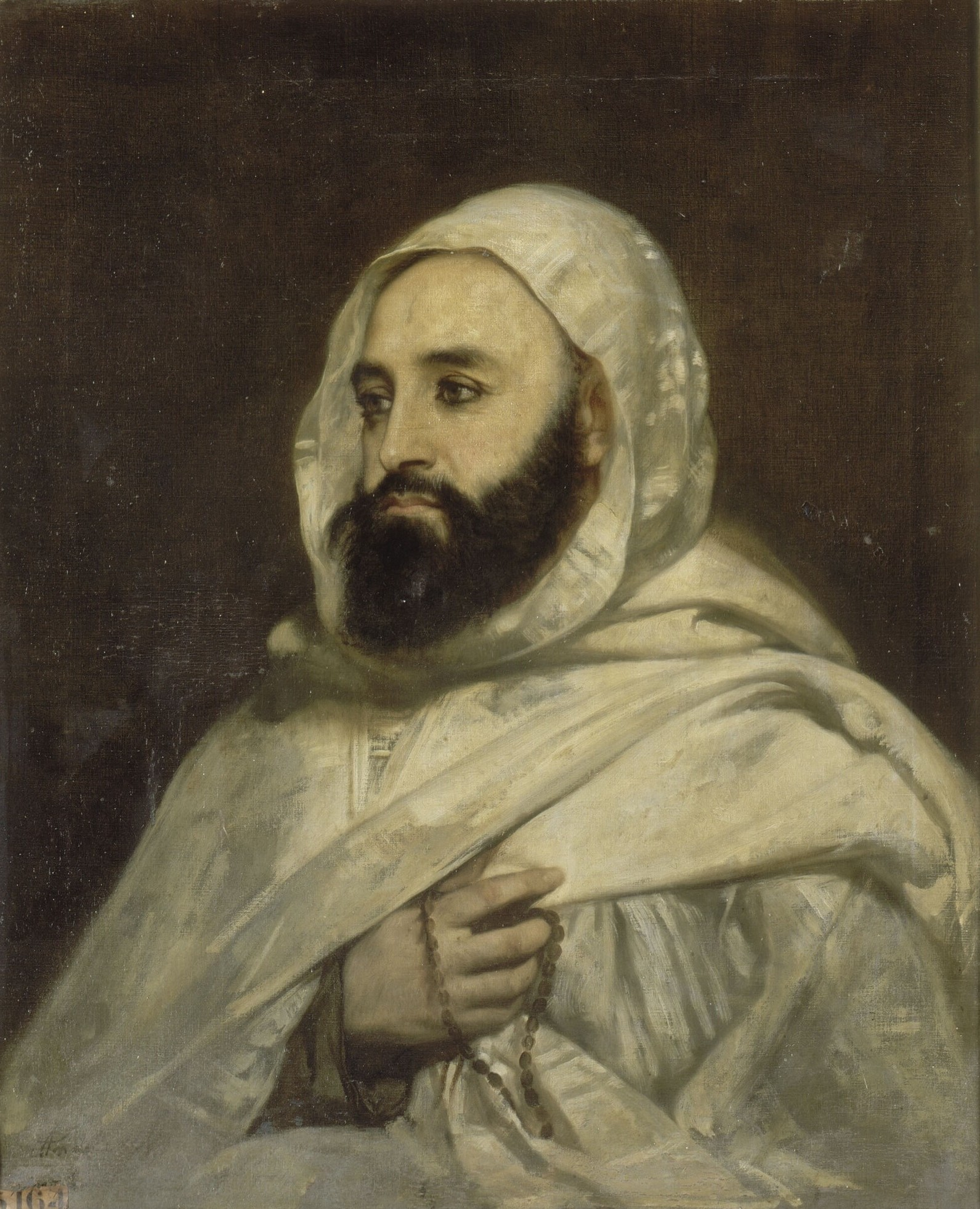
Abd al-Kadir

## Zmarli
- 26 maja Abd al-Kadir, algierski przywódca[2].